# Marvdasht
Marvdasht (farsi مرودشت) è il capoluogo dello shahrestān di Marvdasht, circoscrizione Centrale, nella provincia di Fars. Aveva, nel 2006, una popolazione di 123.858 abitanti. La città è stata fondata nel XX secolo ed è cresciuta intorno a uno zuccherificio eretto nel 1935, si trova 45 km a nord-est di Shiraz, non lontana da famosi siti storici iraniani quali: Persepoli, Naqsh-i-Rustam e l'antica città di Istakhr.